# Амброзич, Алоизиус Маттиас
Алоизиус Маттиас Амброзич (англ. Aloysius Matthew Ambrozic, словен. Alojzij Ambrožič; 27 января 1930, Габрие, Югославия — 26 августа 2011, Торонто, Канада) — канадский кардинал. Титулярный епископ Валабрии и вспомогательный епископ Торонто с 26 марта 1976 по 22 мая 1986. Коадъютор с правом наследования архиепархии Торонто с 22 мая 1986 по 17 марта 1990. Архиепископ Торонто с 17 марта 1990 по 16 декабря 2006. Кардинал-священник с титулом церкви Санти-Марчеллино-э-Пьетро с 21 февраля 1998.